# Gamla slöjdskolan
Gamla slöjdskolan är en byggnad i Umeå. Den ligger på fastigheten Slöjdaren 3 (f.d. 1), i korsningen mellan Storgatan och Slöjdgatan vid Broparken, och ritades 1878–1879 av F. R. Ekberg från Stockholm för Västerbottens läns hushållningssällskap.

## Bakgrund
Redan under senare delen av 1800-talet medförde den tilltagande industrialiseringen en oro för att hantverkstraditionerna skulle dö ut. För att uppmuntra slöjdnäringarna startades under 1870-talet slöjdskolor runt om i landet. I Västerbotten startade länets hushållningssällskap 1875 en slöjdskola, som 1879 kunde flytta in i ett eget hus. I bottenvåningen låg inledningsvis en smedja, men framgent fick eleverna undervisning i bland annat korgbindning, svarvning, träsnideri, lövsågning och halmflätning. Slöjdskolans produkter såldes i en salubod med ingång från Storgatan.

## Arkitekturen
Byggnaden är uppförd av stående timmer i två våningar, och var från början reveterad (klätt med puts). För att förbättra isoleringen kläddes huset 1895 med nuvarande träpanel, rikt dekorerad med omfattningar, listverk m.m. och målad i två olika beige nyanser. Det låga valmade taket är plåtklätt. Trapphuset mot gården tillkom 1904. 